# SliTaz
 (janvier 2025).
 (janvier 2025).
SliTaz GNU/Linux est un projet informatique lancé par Christophe Lincoln en 2006. Il s'agit d'une distribution Linux dont le système de fichier est d'une taille de 100 Mo et l'image .iso de moins de 30 Mo. En avril 2008, c'est l'une des plus petites distributions Linux fournissant un environnement graphique
L'acronyme de la distribution serait Zone autonome temporaire, simple, légère et incroyable (Simple, Light, Incredible, Temporary Autonomous Zone), s'inspirant du concept zone autonome temporaire.
SliTaz est exécutable depuis un cédérom, une clé USB ou bien avec 22 disquettes (format 1,44 Mo), depuis Internet (technique PXE) ou sur un Raspberry Pi. Elle utilise le gestionnaire de fenêtre JWM (LXDE depuis la version 2.0) par-dessus Xvesa, et utilise BusyBox pour ses fonctions principales. Elle possède un bon nombre d'applications desktop et de logiciels de récupération et peut être chargée entièrement en mémoire vive (façon Live CD) ou être installée sur disque dur.

## Histoire
Après deux ans de développement, la première version stable SliTaz 1.0 sort le 22 mars 2008. SliTaz partage plusieurs objectifs avec Damn Small Linux, mais elle est plus petite et est basée sur le noyau Linux 2.6, plus récent.
Une deuxième version stable SliTaz GNU/Linux sort le 16 avril 2009. La principale nouveauté de cette version est la capacité de démarrer depuis le réseau internet en téléchargeant et lançant le système en mémoire vive. Cette fonctionnalité permet de démarrer un ordinateur n'ayant pas de disque dur tels que les clients légers.
Ensuite, la version 3.0 sort le 28 mars 2010, la version 4.0 le 10 avril 2012 et la version 5.0 le 20 mai 2015.
SliTaz est également disponible en version "Cooking" ou "Rolling", une version en constante évolution permettant de tester de nouvelles fonctionnalités, ainsi qu'en version pour le Raspberry Pi

## Applications
- Le serveur web lighttpd (avec support CGI et PHP)
- Le navigateur web Midori (remplace Firefox depuis SliTaz 3)
- ALSA mixer, lecteur audio et ripper/encodeur CD
- Des clients chat, courriel, FTP, Bittorrent
- Client et serveur SSH (Dropbear)
- Un moteur de base de données (SQLite)
- Des utilitaires pour CD et DVD
- Un environnement graphique (JWM ou LXDE)
- Plus de 3 300 paquets installables[5]

## Galerie

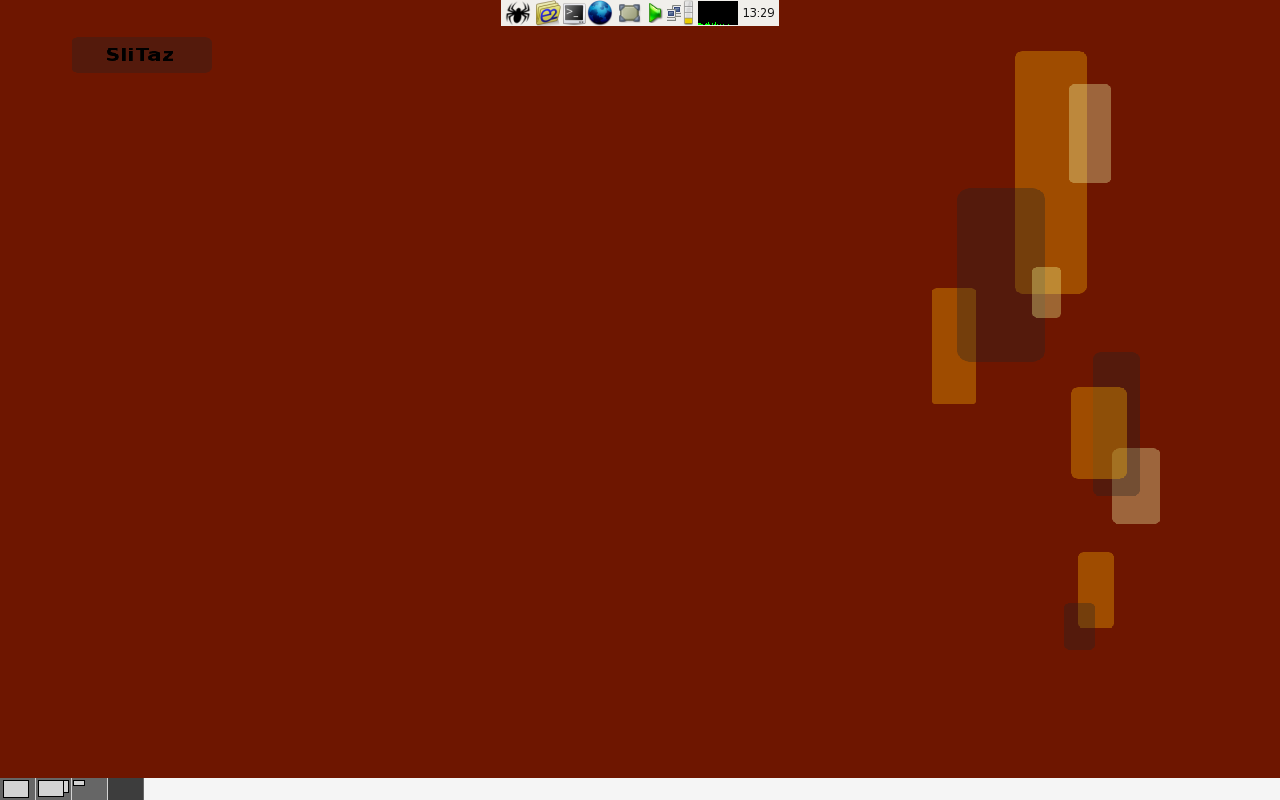
Stable 1.0
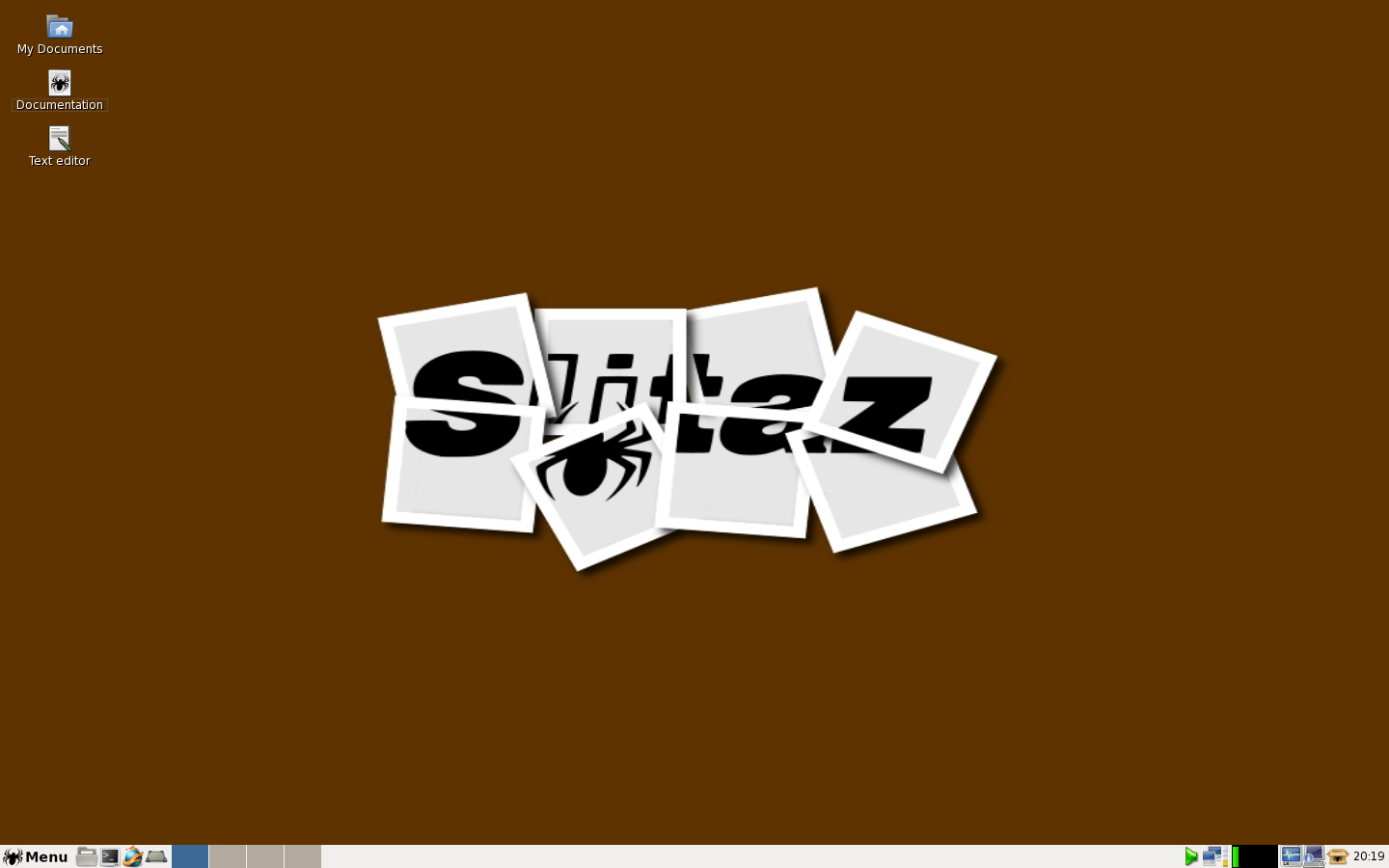
Stable 2.0
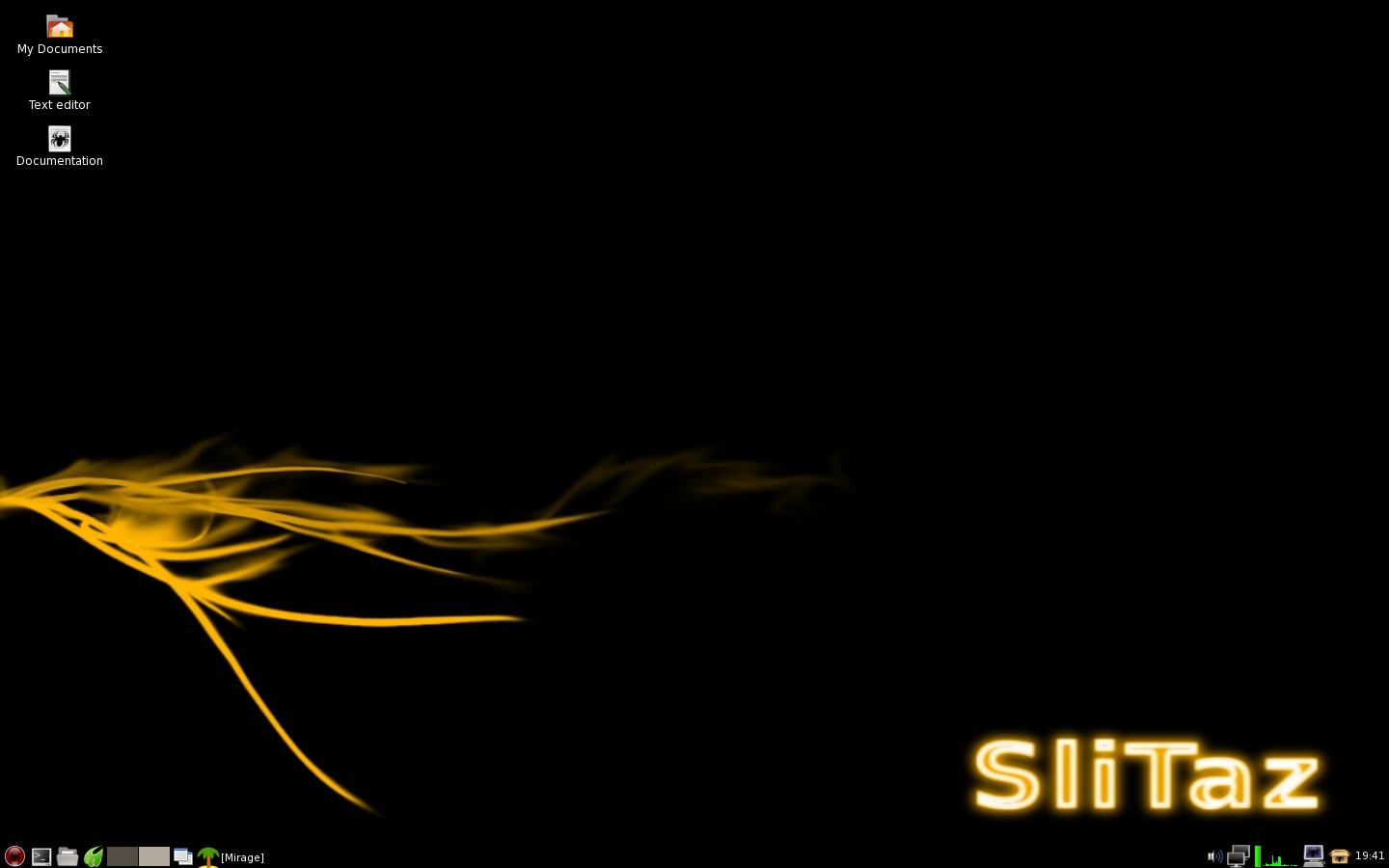
Stable 3.0
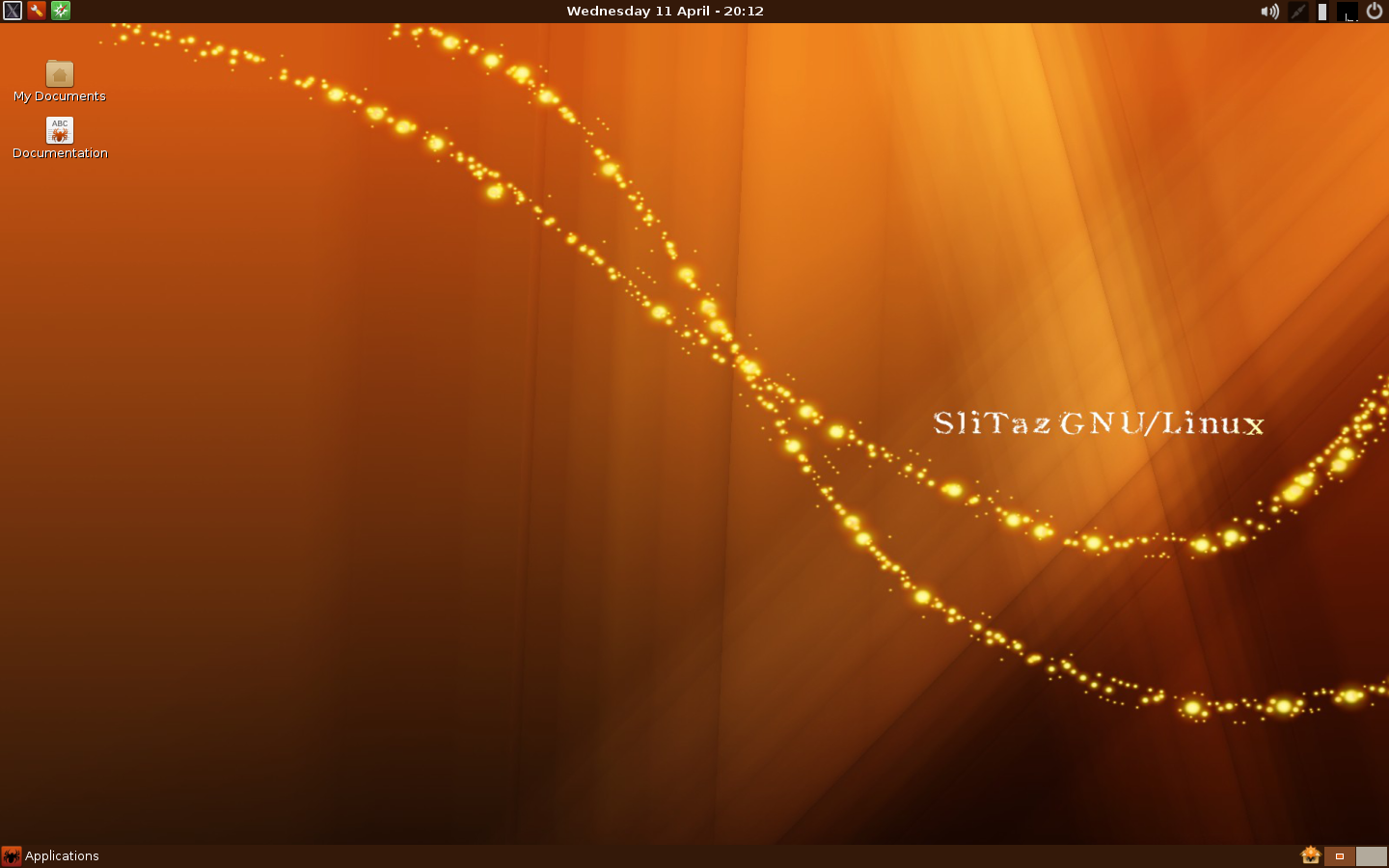
Stable 4.0
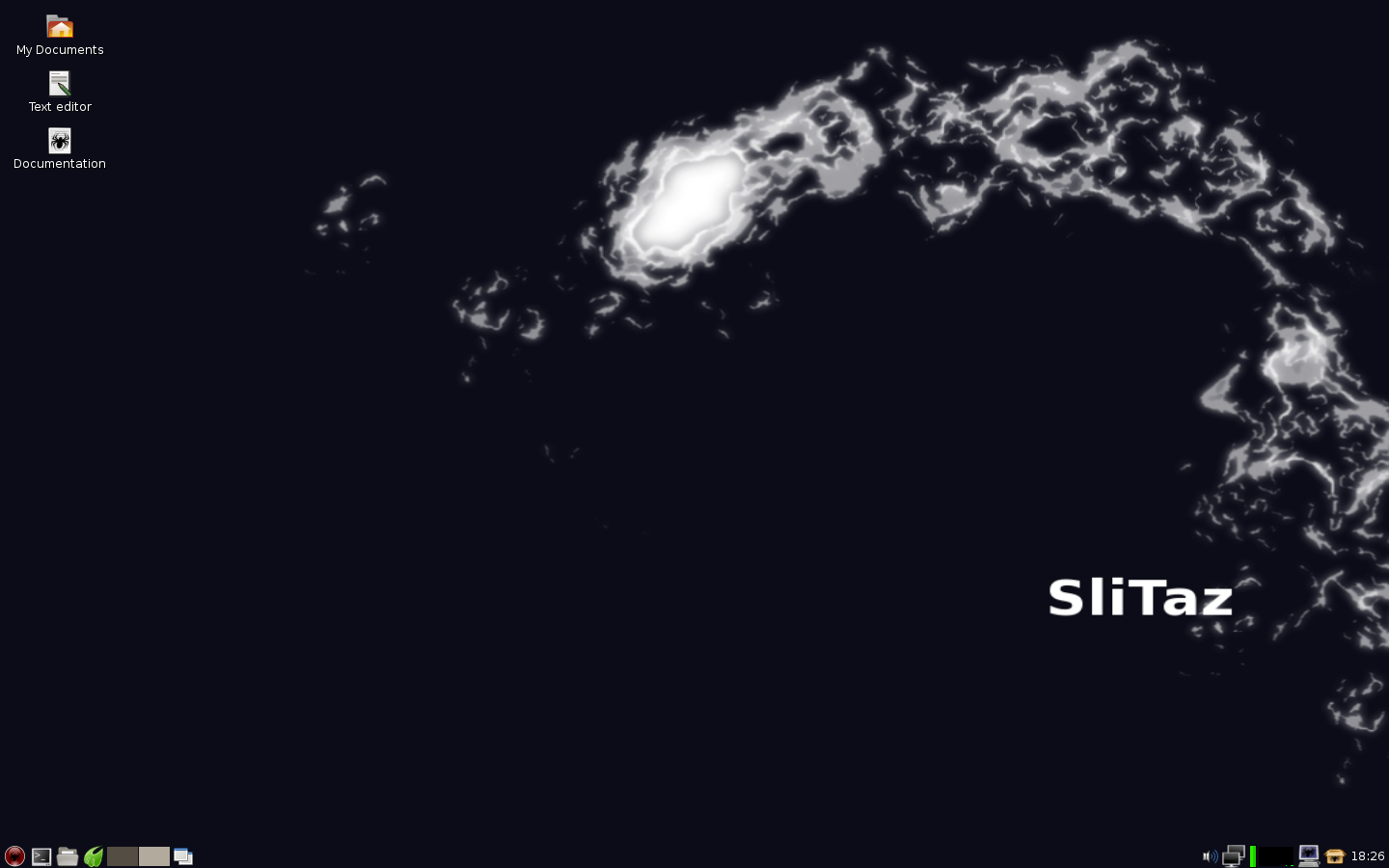
Cooking

## Versions
| Version | Date de sortie | Stabilité                           |
| ------- | -------------- | ----------------------------------- |
| 1.0     | 23 mars 2008   | Version stable                      |
| 2.0     | 16 avril 2009  | Version stable                      |
| 3.0     | 28 mars 2010   | Version stable                      |
| 4.0     | 10 avril 2012  | Version stable                      |
| 5.0 RC1 | 2 mai 2014     | Version stable                      |
| 5.0 RC2 | 19 mai 2014    | Version stable                      |
| 5.0 RC3 | 20 mai 2015    | Version stable                      |
| 5.0     | 19 mars 2017   | Version stable en "Rolling release" |

Note : la version 5 apporte notamment le support des architectures ARM et x64.